# Пагоња (Белуно)
Пагоња (итал. Pagogna) је насеље у Италији у округу Белуно, региону Венето.
Према процени из 2011. у насељу је живело 60 становника. Насеље се налази на надморској висини од 344 м.